# Прапор Бразилії
Прапор Бразилії являє собою зелене полотнище з жовтим (золотим) ромбом посередині. В центрі ромба знаходиться синє коло, всіяне двадцятьма сімома білими зірками і облямоване білою стрічкою з гаслом Ordem e Progresso (укр. Порядок та Прогрес).
Зелений і жовтий — національні кольори Бразилії. Зелений символізує лісові багатства Амазонії, жовтий — запаси золота, завдяки яким країна утримувала світову першість у золотовидобуванні протягом XVI—XIX століть. Зірки п'яти різних розмірів повторюють розташування зірок у небі над Ріо-де-Жанейро під час проголошення Бразильської республіки о 9:22 ранку 15 листопада 1889. Кожній з 27 зірок в дев'яти сузір'ях відповідають 26 штатів і один федеральний округ.
Перший варіант прапора був офіційно затверджений 19 листопада 1889 року. Концепцію розробив філософ і математик Раймунду Тейшейра Мендес у співпраці з Мігелем Лемосом і Мануелем Перейрою Рейсом. Графічне втілення здійснив художник Десіу Віларес. Чинний національний прапор використовує той самий дизайн з незначними змінами. Сучасна 27-зоряна версія була затверджена у 1992 році (Закон 8.421 від 11 травня 1992).

## Історія
Дизайн сучасного прапора походить від стягу Бразильського королівства, розробленого в 1820 році французом Жаном-Батистом Дебре (1768—1848). Королівський прапор являв собою зелене полотнище із золотим ромбом і містив зображення герба — увінчаного королівською короною хреста Ордена Христа-Спасителя зі сферичною астролябією на фоні. Згодом королівську корону на гербі було змінено на імператорську.
Після державного перевороту, що перетворив Бразилію на республіку, постало питання про створення нового прапора. Один із лідерів революції, щойно призначений Міністр Правосуддя, адвокат Руй Барбоза, палкий прихильник республіканської моделі Сполучених Штатів, запропонував проєкт, що відверто нагадував прапор США. Смугастий біло-зелений прапор використовувався лише протягом 5 днів, з 15 по 19 листопада 1889 року. 19 листопада «батько республіки» діючий президент, фельдмаршал Деодору да Фонсека, наклав вето на проєкт, зазначивши, що він занадто нагадує прапор іншої країни. Фонсека, який був роялістом протягом всього свого життя, відчував, що активне відкидання імперської символіки може викликати нестабільність у провінціях, і тому вирішив залишити основні елементи прапора, замінивши лише герб. Натомість проєкт Барбози став основою прапора штату Ґояс.
Авторами нового прапора стали представники Позитивістської церкви Бразилії, під керівництвом її президента, Раймунду Тейшейри Мендеса. Йому допомагали члени Церкви доктор Мігел Лемос і професор Мануел Перейра Рейс, викладач астрономії Політехнічної школи Ріо-де-Жанейро. Герб із сферичною астролябією був замінений синім диском з зірками. Ця робота була виконана художником Десіо Віларесом, а новий прапор був затверджений 19 листопада 1889 року.

## Символіка

### Концепція та дизайн
Сучасний прапор Бразилії ґрунтується на прапорі колишньої Бразильської імперії. На імперському прапорі зелений колір символізував оливкову гілку — символ королівського дому Браґанса, з якого походив перший імператор Бразилії Педру I. Жовтий колір символізував королівський дім Габсбурґів, з якого походила імператриця Леопольдина, перша дружина Педро I. Так, основні кольори прапора були кольорами домів першого монаршого подружжя Бразилії.
На сучасному республіканському прапорі збереглися ті ж самі основі кольори, але інтерпретація їх змінилася. Зараз вони символізують природне багатство країни, зелений — рясні ліси Амазонії, Атлантичного лісу та Пантаналу, а жовтий — поклади золота: протягом XVII—XVIII століть у Бразилії було добуто більше золота, ніж у решті світу. Завдяки цим кольорам прапор іноді називають Auriverde, що означає «золотисто-зелений», як наприклад, у передостанній строфі поеми Navio Negreiro (Кастро Алвес) .
На сучасному республіканському прапорі герб був замінений синім колом, що віддзеркалено зображає небо над Ріо-де-Жанейро у момент проголошення Республіки.
Оскільки країна була об'єднана у федерацію штатів по прикладу Сполучених Штатів, було вирішено, що зірки на Прапорі повинні, як і на американському прапорі, відображати штати Союзу.
Зараз кожна з 27 зірок представляє окремий штат або Федеральний округ. Число зірок змінюється із створенням нових штатів і, починаючи з ранніх днів республіки, збільшилося з 21 до 27. Федеральному округу відповідає σ Октанта — зірка, що її видно майже по всій країні протягом цілого року завдяки наближеності до південного полюсу. Крім того, здається, що решта зірок на прапорі обертаються навколо σ Октанта. Цим пояснюється вибір її для столиці Бразилії, хоча це й найтьмяніша зірка на прапорі.
Гасло Ordem e Progresso («Порядок та поступ») надихається девізом позитивізму Огюста Конта: «L'amour pour principe et l'ordre pour base; le progrès pour but» ("Любов як принцип і порядок як основа; прогрес як мета). Ключові учасники державного перевороту, що призвів до встановлення республіки, були прихильниками ідей Конта.
|             | Зелений     | Жовтий     | Синій       | Білий       |
| ----------- | ----------- | ---------- | ----------- | ----------- |
| RGB         | 0/156/59    | 255/223/0  | 0/39/118    | 255/255/255 |
| Hexadecimal | #009c3b     | #ffdf00    | #002776     | #ffffff     |
| CMYK        | 100/0/100/0 | 0/13/100/0 | 100/67/0/54 | 0/0/0/0     |

### Зірки

Зірки та сузір'я на прапорі

На прапорі зображено 27 зірок, які символізують штати Бразилії та федеральний округ. Їх розташування на прапорі схематично відтворює вигляд зоряного неба південної півкулі: Сузір'я Південного Хреста перебуває в центрі (позначено номером 6 на діаграмі). Унизу від нього розташована σ Октанта (південна поляриссима), позначена номером 7), що символізує Федеральний округ. Зоря, що відповідає штату Пара, розташована над стрічкою, на якій написано гасло. Розташування стрічки приблизно відповідає площині екліптики.
Список зір та сузір'їв:
1. Проціон (α Малого Пса)
2. Сузір'я Великий Пес, найяскравіша зоря — Сіріус
3. Канопус (α Кіля)
4. Спіка (α Діви)
5. Сузір'я Гідри
6. Сузір'я Південного Хреста
7. σ Октанта, найближча до південного полюсу зоря, видима неозброєним оком
8. Сузір'я Південного Трикутника
9. Сузір'я Скорпіона, найяскравіша зоря — Антарес

Відповідність зір штатам.
| Штат                | Зоря                            | Сузір'я             | Величина (1=найбільша, 5=найменша |
| ------------------- | ------------------------------- | ------------------- | --------------------------------- |
| Амазонас            | Проціон                         | Малий Пес           | 1                                 |
| Мату-Гросу          | Сіріус                          | Великий Пес         | 1                                 |
| Амапа               | Мірзам (β Великого Пса)         | Великий Пес         | 3                                 |
| Рондонія            | Муліфен (γ Великого Пса)        | Великий Пес         | 4                                 |
| Рорайма             | Везен                           | Великий Пес         | 2                                 |
| Токантінс           | Адара (ε Великого Пса)          | Великий Пес         | 2                                 |
| Пара                | Спіка                           | Діва                | 1                                 |
| Піауї               | Антарес                         | Скорпіон            | 1                                 |
| Мараньян            | Акраб (β Скорпіона, Графіас)    | Скорпіон            | 3                                 |
| Сеара               | ε Скорпіона                     | Скорпіон            | 2                                 |
| Алагоас             | Саргас (θ Скорпіона)            | Скорпіон            | 2                                 |
| Сержипі             | ι Скорпіона                     | Скорпіон            | 3                                 |
| Параїба             | κ Скорпіона                     | Скорпіон            | 3                                 |
| Ріу-Гранді-ду-Норті | Шаула                           | Скорпіон            | 2                                 |
| Пернамбуку          | μ Скорпіона                     | Скорпіон            | 3                                 |
| Мату-Гросу-ду-Сул   | Альфард                         | Гідра               | 2                                 |
| Акрі                | γ Гідри                         | Гідра               | 3                                 |
| Сан-Паулу           | Акрукс                          | Південний Хрест     | 1                                 |
| Ріо-де-Жанейро      | Мімоза (β Південного Хреста)    | Південний Хрест     | 2                                 |
| Баїя                | Гакрукс (γ Південного Хреста)   | Південний Хрест     | 2                                 |
| Мінас-Жерайс        | Бекрукс (δ Південного Хреста)   | Південний Хрест     | 3                                 |
| Еспіриту-Санту      | ε Південного Хреста             | Південний Хрест     | 4                                 |
| Ріу-Гранді-ду-Сул   | Атрія (α Південного Трикутника) | Південний Трикутник | 2                                 |
| Санта-Катарина      | β Південного Трикутника         | Південний Трикутник | 3                                 |
| Парана              | γ Південного Трикутника         | Південний Трикутник | 3                                 |
| Гояс                | Канопус                         | Кіль                | 1                                 |
| Федеральний округ   | σ Октанта                       | Октант              | 5                                 |

## Попередні прапори
| Опис | Зображення |
| --- | ---------- |
| Прапор Ордена Христа (1332 — 1651), представляв багатий та могутній Орден Христа, під патронажем якого проводилися морські дослідження Португалії, та який мав великий вплив на життя у Бразилії протягом двох століть після її відкриття. Хрест Христа був намальований на вітрилах флоту Кабрала, а штандарти ордена разом з королівськими штандартами були символами перших двох місій, заснованих у Бразилії.                                                                                 |            |
| Королівський прапор (1500 — 1521) був офіційним символом королівства Португалія у епоху відкриття Бразилії. Цей прапор був першим прапором королівства. |            |
| Прапор Жуана III (1521 — 1616), був прапором королівства у період важливих експедицій, географічних відкриттів та колонізації нових земель, включаючи заснування Генерал-губернаторства Баїя в 1549 році та пізніше відокремлення з його складу губернаторства Мараньян. |            |
| Прапор іспанського домініону (1616 — 1640), затверджений у 1616 році іспанським королем Філіпом II для Португалії та її колоній, під цим прапором Бразилія захищалася від голландського вторгнення на Північному сході, під ним почалися перші рейди бандеріантів, він був одним з символів «Іберійського союзу». |            |
| Реставраційний прапор (1640 — 1683), також відомий як «Прапор Жуана IV», був затверджений скоро після закінчення іспанської влади над Португалією, символізуючи відродження Луситанського королівства під владою династії Браганса. Під цим прапором Бразилія була звільнена від залишків голландських окупантів. Синє полотнище прапора символізує батьківщину, синій колір є символом культу Консейсанської Божої Матері (Nossa Senhora da Conceição), яка вважалася покровителькою Португалії. |            |
| Прапор князівства Бразилія (1645 — 1816), був першим прапором, створеним спеціально для Бразилії. Жуан IV надав своєму сину Теодозіу (Teodósio) титул «Принца Бразильського», який повинен був надаватися всім кандидатам на Луситанський (португальський) трон. Золота сферична астролябія стала символом Бразилії. |            |
| Прапор Педру II, короля Португалії (1683 — 1706), був бразильським прапором у період найбільшої активності бандеріантів, які внесли значний внесок в розширення території Бразилії. Зелене поле, введене на цьому прапорі, перейшло на прапор Імперії, а потім і на сучасний республіканський прапор. |            |
| Королівський прапор XVII століття (1600 — 1700), використовувався як офіційний королівський символ поруч з реставраційним прапором, прапором Бразильського князівства і прапором Педру II. |            |
| Прапор Об'єднаного королівства Португалії, Бразилії та Алгарве (1816—1821), був створений після підняття Бразилії до статусу королівства в 1815 році, під ним велася війна за Артігас, була приєднана Сисплатина, подавлена Революція у Пернамбуку 1817 року, у цей же період сформувалася ідея бразильської незалежності. Бразилія на цьому прапорі була представлена золотою сферичною астролябією на синьому фоні, яка стала гербом королівства Бразилія.                                      |            |
| Прапор королівства Бразилія в складі Об'єднаного королівства Португалії, Бразилії та Алгарви (1816—1822) |            |
| Прапор незалежного королівства Бразилія (18 вересня — 1 грудня 1822) використовувався короткий час. Проєкт прапора належав одному з ідеологів бразильської незалежності Жозе Боніфаціо ді Андрада і Сілва, разом з художником Жаном Батистом Дебре. |            |
| Перший прапор Бразильської імперії (1822 — 1850), затверджений декретом від 18 вересня 1822 року, допоміг становленню незалежної Бразилії та консолідації державної єдності. Його 19 зірок символізували провінції Імперії. |            |
| Другий прапор Бразильської імперії (1850 — 1889). Із втратою Сисплатини (Уругвая) під час Війни за Сисплатину і заснуванням двох нових провінцій, Амазонас і Пара при розділі провінції Гран-Пара, імператор Педру II вирішив додати ще одну зірку на прапор, хоча це рішення і не було закріплено законом. |            |
| Тимчасовий республіканський прапор (15 — 19 листопада 1889), мав дуже коротке життя, відомий через офіційну публікацію його опису в газеті «A Cidade do Rio» одразу після проголошення республіки, і використання на військовому кораблі «Алагоас», який відправив імператорську сім'ю у вигнання. |            |
| Прапор Бразилії (1889 — 1960), аналогічний чинному прапору, від якого відрізняється тим, що на глобусі зображено 21 зірку. |            |
| Прапор Бразилії (1960 — 1968), аналогічний чинному прапору, від якого відрізняється тим, що на глобусі зображено 22 зірки. |            |
| Прапор Бразилії (1968 — 1992), аналогічний чинному прапору, від якого відрізняється тим, що на глобусі зображено 23 зірки. |            |